# Eclipse solar del 7 de marzo de 1970

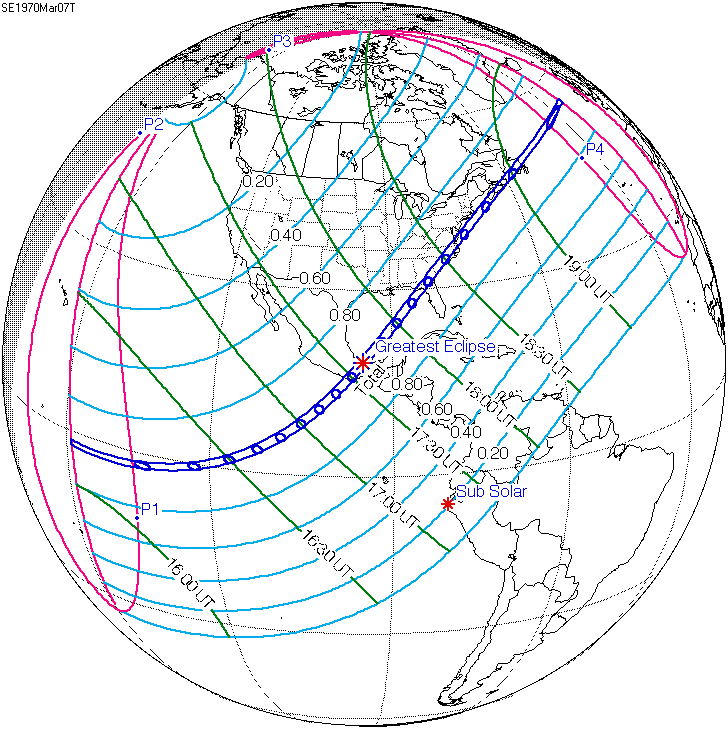
Eclipse solar del 7 de marzo de 1970

Animación del paso de la sombra (3 minutos por cuadro)

Un eclipse solar total ocurrió el 7 de marzo de 1970, la sombra (de 153 km de ancho) empezó su recorrido en el Océano Pacífico, cruzó el istmo de Tehuantepec (México), el golfo de México, la península de Florida, la costa este de los Estados Unidos y finalizó en el Atlántico Norte. Tuvo una duración máxima (en Miahuatlán, Oaxaca) de 3 minutos y 28 segundos.